# Рудник Camp des Sapins
Рудник Camp des Sapins — гірничодобувний майданчик у Меланезії на острові Нова Каледонія (заморське володіння Франції).
Нікелевий рудник Camp des Sapins розташований поблизу гірничого центру Тіо (та лежить за півтора десятка кілометрів на південний захід від найбільшого в цьому регіоні рудника «Plateau»). Роботи з видобутку почались в 1911 році та були особливо інтенсивні в 1970-х, коли гірничодобувна промисловість всієї Нової Каледонії переживала бум. Розробка велась відкритим способом на схилах гір на висоті переважно від 600 до 800 метрів, при цьому кар'єри були невеликими та за весь цикл розробки забезпечували вилучення від 0,1 до 2 млн тонн руди. Станом на кінець 2010-х загальний накопичений видобуток Camp des Sapins становив близько 10 млн тонн руди зі вмістом нікелю від 2,8 % до 5 %.
Спершу руда спускається по канатній дорозі завдовжки 7,5 км, після чого транспортується ще 20 км автомобілями до берегового терміналу гірничого центру Тіо. Тут вона завантажується у рудовози, здатні прийняти 25 — 30 тисяч тонн за рейс, за допомогою винесеного в море конвеєра продуктивністю 1 тисяча тонн на годину.
Розробку веде найвідоміша новокаледонська гірнича компанія Société le Nickel (SLN), яка з 1985-го стала 100 % дочірньою компанією групи Eramet. У 1994-му 10 % участі отримала японська Nisshin Steel, а в 2000—2008 роках 34 % відійшли компанії Société Territoriale Calédonienne de Participation Industrielle (STCPI), що представляє три провінції Нової Каледонії.